# Peter Iwers
Peter Iwers (Göteborg, 15. svibnja 1975.) švedski je basist. Najpoznatiji je kao basist švedskog sastava In Flames. U toj je skupini svirao od njezina albuma Colony, kad je zauzeo mjesto dotadašnjeg basista Johana Larssona, do 2016. Bio je i basist sastava Cyhra, u kojem je svirao s Jesperom Strömbladom, bivšim gitaristom In Flamesa. Od 2021. je član sastava The Halo Effect.
Na njegov stil sviranja utjecali su Mike Porcaro, Geddy Lee iz Rusha i John Myung iz Dream Theatera.
Ima dvije kćeri. Njegov brat Anders basist je sastava Tiamat.

## Ostali projekti
Prije nego što je postao član In Flamesa, Iwers je svirao u grupi Chameleon.
Sa Strömbladom radi kao DJ po Švedskoj.

## Diskografija
In Flames
- Colony (1999.)
- Clayman (2000.)
- Reroute to Remain (2002.)
- Soundtrack to Your Escape (2004.)
- Come Clarity (2006.)
- A Sense of Purpose (2008.)
- Sounds of a Playground Fading (2011.)
- Siren Charms (2014.)
- Battles (2016.)

## Vanjske poveznice
- In Flames